# شهرستان جیمسار
شهرستان جیمسار (به اویغوری: جىمىسار ناھىيىسى)(به چینی: 吉木萨尔县، به پین‌یین: Jímùsà'ěr Xiàn) یک شهرستان در چین است که در ولایت خودمختار سانجی هوئی واقع شده‌است.
شهر جیمسار در مجاورت خرابه‌های شهر تاریخی بش‌بالیغ واقع شده است. این شهر که میان سده‌های دوم تا هفتم هجری در منابع شرقی از آن بسیار یاد شده‌است در سدهٔ دوازدهم میلادی بنیاد نهاده‌شد و یکی از پایتخت‌های خاقانات اویغور بوده .

## تاریخچه بش‌بالیغ
از سدهٔ ۱۲ میلادی در منابع چینی از این شهر در جایگاه یک شاهزاده‌نشین یادشده و یکی از چهار پادگان چینیان در این شهر برپابوده‌است. چینیان در این زمان از این شهر به نام کینمان و پی‌تینگ یادکرده‌اند. در سنگ‌نبشته اورخون نیز از این شهر یادشده‌است. تبتی‌ها با جنگ‌های فراوان توانستند کنترل این شهر را به چنگ‌آرند. سپس اویغورها بر آن دست‌یازیدند. در ۳۷۲ هجری این شهر دارای پنجاه نیایشگاه بودایی و نیز نیایشگاه‌های مانوی بوده‌است. پیشهٔ مردمان این شهر در این زمان پرورش اسب، سبزیکاری و فلزکاری بوده‌است. در حدودالعالم نیز یادی از این شهر شده‌است. درآینده قراختاییان بر این شهر چیرگی یافتند.
در ۶۰۶ هجری فرمانروای اویغور خودداسته شهر را به مغولان تسلیم نمود و خود نیز با ایشان هم‌پیمان و همرزم شد. با تشکیل امپراتوری مغول اسلام به این شهر راه یافت. رخنهٔ اسلام به بش‌بالیغ فرمانورای اویغوری این منطقه را که دارای لقب ایدی قوت بود را نگران ساخت و او در رمضان ۶۵۶ در دستوری پنهانی فرمان کشتار مسلمانان را داد ولی توطئه‌اش فاش گشت و به دستور منکوقاآن دستگیر و کشته‌شد ولی با این همه دودمان او همچنان در بش‌بالیغ بر سر کار ماند.
از ۶۵۸ هجری به پس با تقسیم امپراتوری مغولان میان خان‌ها بش‌بالیغ با خودمختاری نیمبندی رسید. درآینده این شهر مرکز پیوند میان چین و آسیای مرکزی بود. در آینده این شهر به دولت جغتایی رسید و از سدهٔ هفتم هجری که بگذریم دیگر نامی از این شهر در تاریخ دیده نمی‌شود. می‌نماید با سرنگونی دولت ایدی قوت در این زمان شهر نیز از میان رفته‌باشد.

## جمعیت
| ترکیب قومیتی شهرستان جیمسار | ترکیب قومیتی شهرستان جیمسار | ترکیب قومیتی شهرستان جیمسار | ترکیب قومیتی شهرستان جیمسار | ترکیب قومیتی شهرستان جیمسار |
| --------------------------- | --------------------------- | --------------------------- | --------------------------- | --------------------------- |
| قومیت                       | قومیت                       |                             | درصد                        | درصد                        |
| هان                         | هان                         |                             | ۷۲٫۱٪                       | ۷۲٫۱٪                       |
| قزاق                        | قزاق                        |                             | ۱۱٫۳٪                       | ۱۱٫۳٪                       |
| اویغور                      | اویغور                      |                             | ۸٫۷٪                        | ۸٫۷٪                        |
| هوئی                        | هوئی                        |                             | ۵٫۷٪                        | ۵٫۷٪                        |
| مغول                        | مغول                        |                             | ۰٫۷٪                        | ۰٫۷٪                        |
| منجو                        | منجو                        |                             | ۰٫۵٪                        | ۰٫۵٪                        |
| ازبک                        | ازبک                        |                             | ۰٫۳٪                        | ۰٫۳٪                        |
| تاتار                       | تاتار                       |                             | ۰٫۲٪                        | ۰٫۲٪                        |
| سایر                        | سایر                        |                             | ۰٫۵٪                        | ۰٫۵٪                        |
| منبع سرشماری جمعیت :        |                             |                             |                             |                             |